# Playa Larga Vieja
Playa Larga Vieja är en ort i Mexiko.   Den ligger i kommunen Florencio Villarreal och delstaten Guerrero, i den södra delen av landet, 300 km söder om huvudstaden Mexico City. Playa Larga Vieja ligger 19 meter över havet och antalet invånare är 397.
Terrängen runt Playa Larga Vieja är platt. Runt Playa Larga Vieja är det ganska glesbefolkat, med 47 invånare per kvadratkilometer. Närmaste större samhälle är Las Vigas, 7,0 km nordväst om Playa Larga Vieja. Omgivningarna runt Playa Larga Vieja är en mosaik av jordbruksmark och naturlig växtlighet.